# Бардиг
Бардиг (фр. Bardigues) насеље је и општина у јужној Француској у региону Миди Пирене, у департману Тарн и Гарона која припада префектури Кастелсаразен.
По подацима из 2011. године у општини је живело 266 становника, а густина насељености је износила 22,79 становника/km². Општина се простире на површини од 11,67 km². Налази се на средњој надморској висини од 160 метара (максималној 185 m, а минималној 77 m).

## Демографија
| 1962. | 1968. | 1975. | 1982. | 1990. | 1999. | 2011. |
| ----- | ----- | ----- | ----- | ----- | ----- | ----- |
| 156   | 180   | 152   | 198   | 203   | 219   | 266   |

График промене броја становника у току последњих година